# Delfina Martínez
Pour les articles homonymes, voir Martínez.
Delfina Martínez est une militante des droits LGBT uruguayenne, œuvrant pour la reconnaissance des droits des personnes transgenres dans son pays. 

## Biographie
Delfina Martínez transitionne à l'âge de 21 ans. Après avoir perdu son emploi, elle déménage à Buenos Aires. Elle y devient travailleuse du sexe, puis militante pour les droits des personnes transgenres. Elle finit par retourner en Uruguay et rejoint l'Union Trans del Uruguay (UTRU) en 2015. 
En 2018, Delfina Martínez participe à la lutte contre l'abrogation de la loi Ley Integral para Personas Trans qui protège les personnes transgenres dans le pays. Elle avait auparavant milité pour la promulgation de cette loi,. 
Delfina Martínez est, avec Leho De Sosa, commissaire de la troisième Semana de Arte Trans (SAT) à Montevideo en 2019. La manifestation a pour but de présenter les œuvres d'artistes transgenres uruguayens.